# The Wiggles
Gli Wiggles sono un gruppo musicale australiano formatosi a Sydney nel 1991. I membri originali erano Anthony Field, Murray Cook, Greg Page e Jeff Fatt.
I Wiggles combinano musica per bambini con programmi educativi e sono stati sempre caratterizzati da colori e comportamenti che li rendessero facilmente riconoscibili ai più giovani: Anthony Field indossa una maglia azzurra (originariamente era verde ma si confondeva con Dorothy il Dinosauro) ed è un gran mangione, Murray Cook ha la maglia rossa e suona la chitarra, Greg Page veste di giallo e canta e infine Jeff Fatt indossa il colore viola e dorme sempre.
Nel novembre 2006 Greg Page viene sostituito da Sam Moran che ne eredita i colori. Greg Page è tornato nel 2012, sostituendo Sam Moran. Alla fine del 2012, Greg Page, Murray Cook e Jeff Fatt sono andati in pensione e sono stati sostituiti da Lachy Gillespie, Simon Pryce e Emma Watkins. Murray Cook e Jeff Fatt hanno mantenuto la loro partecipazione nel gruppo e tutti e tre hanno continuato ad avere un input sui suoi aspetti creativi e di produzione di Anthony Field e Jeff Fatt erano membri della pop band australiana The Cockroaches negli anni 80 e Murray Cook era membro di diverse band prima di incontrare Field and Page presso l'Università di Macquarie, dove stavano studiando per diventare insegnanti prescolastici. Nel 1991, Anthony Field è stato ispirato a creare un album di musica per bambini basato su concetti di educazione infantile e ha arruolato Cook, Page e Fatt per aiutarlo. Hanno iniziato a girare per promuovere l'album, e sono diventati così riusciti, hanno abbandonato i loro posti di insegnamento per eseguire a tempo pieno. Il gruppo ha ampliato il loro atto con personaggi animali Dorothy il dinosauro, Henry la piovra e Wags il cane, oltre al personaggio Capitan Spadapiuma, interpretato da Anthony Field dal 1993 al 1995, poi Paul Paddick dal 1995. Viaggiarono con un piccolo gruppo di ballerini, Truppa più grande. Nel 2022, Tsehay Hawkins ha sostituito Emma Watkins.
I DVD, i CD e i programmi televisivi del gruppo sono stati prodotti indipendentemente dal loro inizio. Il loro punto più alto è venuto nei primi anni 2000, dopo che sono entrati nel mercato americano. Il gruppo è stato formalmente consolidato nel 2005. Sono stati elencati in cima ai più famosi spettacoli australiani Business Review Weekly quattro anni di fila e hanno guadagnato 45 milioni di dollari nel 2009. Nel 2011 la recessione mondiale ha colpito i Wiggles, come aveva fatto per molti spettacoli australiani; hanno guadagnato 28 milioni di dollari, ma sono ancora comparsi secondo l'elenco di BRW quell'anno. I Wiggles hanno goduto dell'approvazione quasi universale in tutta la loro storia, e la loro musica è stata eseguita in scuole di tutto il mondo. Hanno guadagnato diversi dischi di platino, doppio platino e multi platino, oltre a vendere 23 milioni di DVD e 7 milioni di CD. Il gruppo ha inoltre guadagnato diversi riconoscimenti da Australasian Performing Rights Association (APRA) e Australian Music Association (ARIA) Music Awards.

## Origini
Negli anni '80 Anthony Field e Jeff Fatt erano membri del gruppo australiano The Cockroaches, mentre Murray Cook ha partecipato a molti progetti musicali distinti prima di incontrarsi con Field e Greg Page alla Macquarie University, dove studiavano per diventare insegnanti di scuola materna. Alla ricerca di un tastierista Field pensò di contattare Fatt. Un buon aiuto venne anche da John Field (fratello di Anthony ed ex membro dei Cockroaches) che scrisse e adattò per loro alcune canzoni.
Dal 2002, I Wiggles sono diventati uno dei maggiori successi della televisione australiana ed esportati in tutto il mondo. In Italia vengono trasmessi sul canale JimJam (su Sky Canale 603), KidsCo e Prime Video per l'epoca classica. Alcune canzoni erano in italiano.
Erano disponibili adattamenti per il mercato taiwanese e latinoamericano e le canzoni erano state tradotte per quei mercati.
Attualmente la loro produzione riguarda trasmissioni televisive, concerti, materiale audio-video.

## Personaggi

### Dorothy il Dinosauro
Dorothy è un dinosauro verde a macchie gialle con grossi denti sporgenti. Ama ballare e mangia le rose. Originariamente era interpretata da Murray Cook, poi Carolyn Ferrie.

### Wags il Cane
Wags è un cane alto, marrone e peloso con la faccia allegra. All'inizio era interpretato da Jeff Fatt.

### Henry la Piovra
Henry ama cantare e ballare la breakdance, fin dall'esordio la voce è stata quella di Jeff Fatt, attualmente Paul Paddick.

### Capitan Spadapiuma
Capitan Spadapiuma indossa un capello piumato ed ha una benda su un occhio, inoltre sfoggia una sciabola fatta di lunghe piume. Partecipa a gran parte degli sketch tanto da essere considerato come il quinto membro dei Wiggles, la voce è stata fatta da Paul Paddick, doppiato in italiano da Lorenzo Scattorin.

### Flora la Porta
Flora è una porta verde parlante con due occhi sempre verdi e grandi labbra. È l'ingresso della casa dei Wiggles. All'inizio era doppiata da Carolyn Ferrie.

## Discografia

### Originale
- The Wiggles (1991)
- Here Comes A Song (1992)
- The Adventures Of Captain Feathersword The Friendly Pirate (1993)
- Yummy Yummy (1994)
- Big Red Car (1995)
- Wake Up Jeff (1996)
- Wiggly, Wiggly Christmas (1996)
- The Wiggles Movie Soundtrack (1997)
- Toot Toot "Versione 1" (1998)
- Toot Toot "Versione 2" (1999)
- It's A Wiggly Wiggly World (2000)
- Let's Wiggle (2000)
- Yule Be Wiggling (2000)
- Hoop Dee Doo: It's A Wiggly Party (2001)
- Wiggly Safari (2002)
- Wiggle Bay (2002)
- Whoo Hoo! Wiggly Gremlins! (2002)
- Space Dancing (2003)
- Top Of The Tots (2003)
- Go To Sleep Jeff (2003)
- Cold Spaghetti Western (2004)
- Live: Hot Potatoes (2004)
- Santa's Rockin! (2004)
- Sailing Around The World (2005)
- Santa's Rockin! "Live" (2005)
- Splish Splash Big Red Boat (2006)
- Here Comes The Big Red Car (2006)
- It's Time To Wake Up Jeff (2006)
- Racing To The Rainbow (2006)
- Getting Strong (2007)
- Pop Go The Wiggles (2007)
- Dorothy The Dinosaur (2007)
- Sing A Song Of The Wiggles (2008)
- You Make Me Feel Like Dancing (2008)
- Dorothy The Dinosaur's Memory Book (2008)
- Go Bananas (2009)
- Hot Potatoes! The Best of The Wiggles (2009)
- Hot Poppin Popcorn (2009)
- Let's Eat! (2010)
- Big Birthday (2011)
- Ukulele Baby! (2011)
- Surfer Jeff! (2012)
- Celebration! (2012)
- Wiggle Up, Giddy Up! (2025)

### Emma
- Taking Off! (2013)
- Furry Tales (2013)
- Pumpkin Face (2013)
- Go Santa Go! (2013)
- Hot Potatoes! The Best of The Wiggles "Versione 2" (2013)
- Apples & Bananas (2014)
- Wiggle House (2014)
- Ready Steady Wiggle (2015)
- Rock & Roll Preschool (2015)
- The Wiggles Meet The Orchestra! (2015)
- Och Aye The G'Nu (2016)
- Wiggle Town! (2016)
- Nursery Rhymes! (2016)
- Duets (2017)
- Wiggly Wiggly Christmas! "Versione 2" (2017)
- Nursery Rhymes 2! (2018)
- Wiggle Pop! (2018)
- The Wiggles'Big Ballet Day! (2019)
- Party Time! (2019)
- Fun And Games (2020)
- Choo Choo Trains, Propeller Planes & Toot Toot Chugga Chugga Big Red Car! (2020)